# Al posto del fuoco
Al posto del fuoco è il quarto album del gruppo musicale italiano Meganoidi, pubblicato il 10 aprile 2009.
Il disco continua il percorso stilistico intrapreso con il precedente Granvanoeli, distaccandosi comunque dalle sonorità melanconiche e oscure dello stesso in favore di un rock più duro e accessibile, con brani influenzati da punk rock, indie rock e math rock.

## Tracce
1. Altrove – 3:01
2. Aneta – 3:09
3. Dighe – 3:28
4. Dune – 4:49
5. Scusami Las Vegas – 3:32
6. Ima-Go-Go – 3:13
7. Mia – 2:57
8. Solo Alla Fine – 3:14
9. Your Desire – 3:15
10. Stormo – 4:34
11. Al Posto Del Fuoco – 3:01

## Formazione
- Davide Di Muzio - voce
- Riccardo "Jacco" Armeni - basso, chitarra baritona
- Bernardo Russo - chitarra, sintetizzatore
- Luca Guercio - tromba, chitarra
- Saverio Malaspina - batteria
- Mattia Cominotto - produzione, chitarra